# Southoe and Midloe
Southoe and Midloe est une paroisse civile du Cambridgeshire, en Angleterre.